# 그랜드 아미 플라자 (맨해튼)

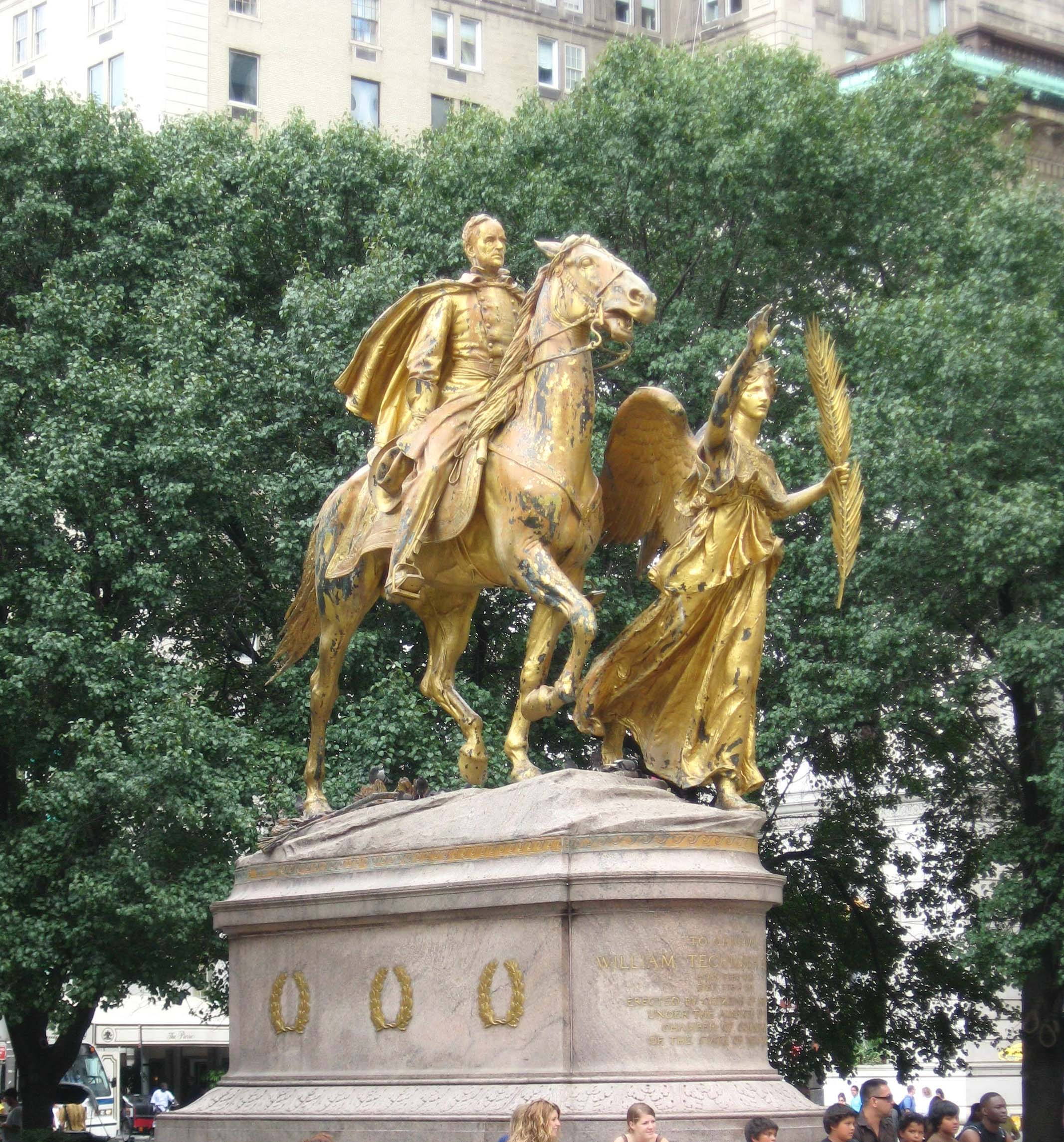
서먼 동상

그랜드 아미 플라자(Grand Army Plaza)는 미국 뉴욕 맨해튼 플라자 호텔 앞에 위치한 광장으로, 센트럴 파크의 동남쪽 입구이다. 공원을 둘러 볼 수 있는 마차가 언제나 기다리고 있다.